# Ditrichum atlanticum
Ditrichum atlanticum är en bladmossart som beskrevs av G. Frahm och Seppelt 1987. Ditrichum atlanticum ingår i släktet grusmossor, och familjen Ditrichaceae. Inga underarter finns listade i Catalogue of Life.